# Byron Jones
Byron Philip Jones (* 26. September 1992 in New Britain, Connecticut) ist ein ehemaliger US-amerikanischer American-Football-Spieler in der National Football League (NFL). Er spielte für die Dallas Cowboys und die Miami Dolphins auf der Position des Free Safety und Cornerbacks.

## College
Jones, der schon früh sportliches Talent erkennen ließ und auf der Highschool auch als Leichtathlet sowie als Basketballer hervorragende Leistungen zeigte, besuchte die University of Connecticut und spielte für deren Mannschaft, die Huskies, erfolgreich College Football. Als Cornerback, fallweise auch als Safety aufgeboten, konnte er in insgesamt 43 Partien 225 Tackles setzen und 16 Pässe verhindern. Außerdem gelangen ihm acht Interceptions sowie ein Touchdown.

## NFL
Jones macht beim Combine auf sich aufmerksam, da er mit 3,73 m (12ft 3in) einen neuen Weltrekord im Standweitsprung aufstellen konnte. In der Folge wurde er beim NFL Draft 2015 in der ersten Runde als insgesamt 27. von den Dallas Cowboys ausgesucht und erhielt einen Vierjahresvertrag über 8,6 Millionen US-Dollar und einem Handgeld (Signing Bonus) von 4,51 Millionen.
 Bereits in seiner Rookie-Saison konnte er sich etablieren und kam in allen 16 Spielen zum Einsatz, elf Mal sogar als Starter. Auch in den folgenden Spielzeiten war er ein sicherer Rückhalt im Defensive Backfield und wurde in jedem Spiel eingesetzt, auch jetzt wieder wahlweise als Cornerback oder als Safety. In der Spielzeit 2017 gelang ihm gegen die Washington Commanders nach einer Interception sogar ein Touchdown.
2018 wurde er ausschließlich als Cornerback aufgeboten und für die auf dieser Position gezeigten Leistungen erstmals in den Pro Bowl berufen.
Im März 2020 verpflichteten die Miami Dolphins Jones und machten ihn mit dem neuen Fünfjahresvertrag über 82,5 Millionen US-Dollar (davon 57 Millionen garantiert) zum bestbezahlten Cornerback der Liga. Am 15. März 2023 entließen die Dolphins Jones.